# Stirlingshire
Stirlingshire ou Distrito/Condado de Stirling (em gaélico Siorrachd Sruighlea), na Escócia, era um condado e depois um distrito da antiga divisão política escocesa. Tem como principal cidade a conhecida também por Stirling (6ª maior da Escócia, em 2001) e faz divisa com Perthshire ao norte, Clackmannanshire e West Lothian ao leste, Lanarkshire ao Sul e Dunbartonshire ao sudoeste. 
Até 1975, Stirlingshire era um condado, e desde 1996 a área que formava o condado faz parte das council areas de Stirling, de mesmo nome,  Falkirk, North Lanarkshire e East Dunbartonshire.

## Brasão

O brasão do Conselho do Condado Stirling.

O Conselho do Condado de Stirling, denominação anteriora a 1975, ganhou o direito de usar um brasão em 29 de setembro de 1890 dado por Lord Lyon. O desenho do brasão era uma referência comemorativa à Batalha de Bannockburn ocorrida no condado. No Sautor prata tem-se um leão vermelho, símbolo do Brasão de armas da Escócia, e na parte azul verticalmente estão dois tetsubishis e horizontalmente duas esporas, relembrando armas usadas contra a cavalaria inglesa.
Com a abolição do Conselho do Condado em 1975, o brasão foi concedido ao Conselho do Distrito de Stirling. Com a abolição deste último, novamente o brasão foi concedido ao atual Conselho de Stirling.